# Amalia av Nassau-Dietz

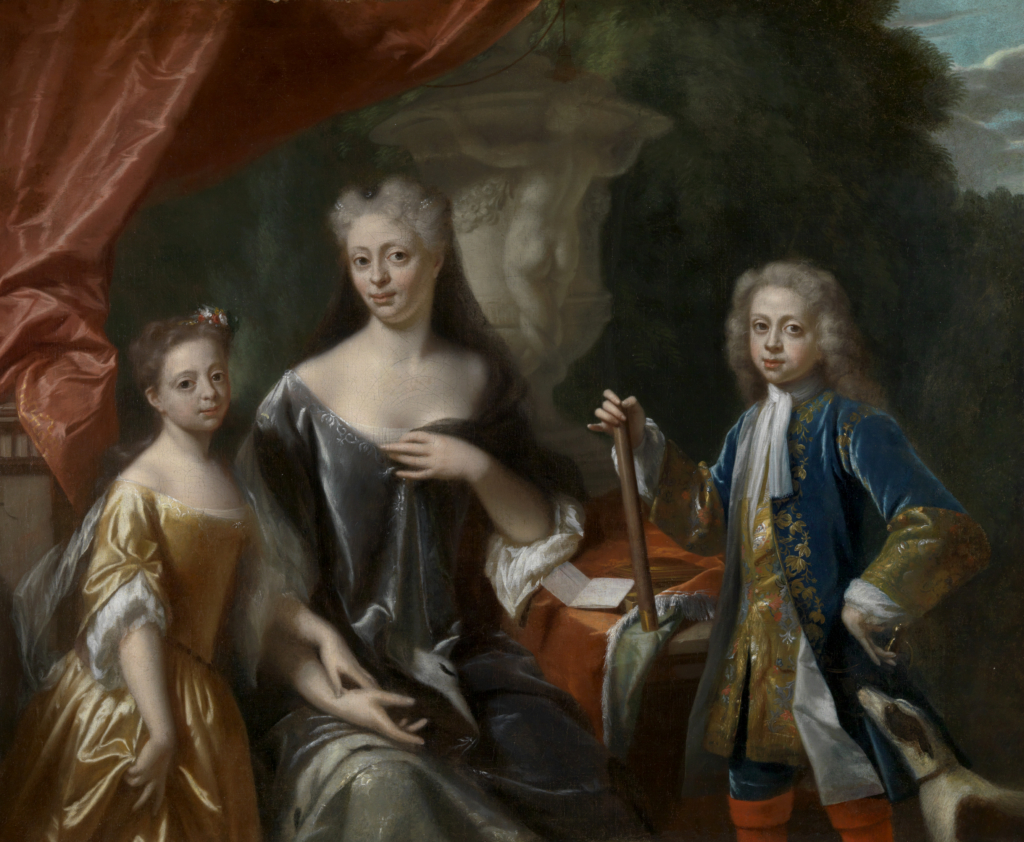
Amalia av Nassau-Dietz

Anna Charlotte Amalia av Nassau-Dietz, född 1710, död 1777, var en kronprinsessa av Baden-Durlach, gift 1727 med Fredrik av Baden-Durlach. Hon var dotter till Johan Vilhelm Friso av Nassau-Dietz och Marie Louise av Hessen-Kassel.
Amalia hade ett häftigt humör, drabbades av häftiga vredesutbrott och brukade misshandla sin personal under sina graviditeter. Hon ansågs allmänt vid hovet i Durlach vara psykiskt sjuk. Då hon inte visade någon sorg vid sin makes död 1732, togs detta som ännu ett tecken. Hennes svärfar ville inte att hon skulle utöva något inflytande på sina söner, så vårdnaden om hennes två barn överläts på hennes svärmor medan Amalia isolerades i sina rum på slottet i Durlach i resten av sitt liv.
Barn:
1. Karl Fredrik av Baden